# 瑜伽部 (大正蔵)
瑜伽部（ゆがぶ）とは、大正新脩大蔵経において、大乗仏教「瑜伽行唯識学派」の論書など、「瑜伽行」「唯識思想」に関する書籍をまとめた領域のこと。
『瑜伽師地論』『菩薩地持経』『菩薩善戒経』『成唯識論』『唯識三十頌』『摂大乗論』『大乗荘厳経論』『究竟一乗宝性論』などが含まれる。
第15番目の部であり、収録されている経典ナンバーは1579から1627まで。巻数では30巻（後半）から31巻にかけてに相当する。

## 構成

### 巻別
- 瑜伽部 （上） 第30巻 - No.1579-1584
- 瑜伽部 （下） 第31巻 - No.1585-1627

### 詳細
瑜伽部 （上） 第30巻 - No.1579-1584
- 1579.『瑜伽師地論』
- 1580.『瑜伽師地論釈』
- 1581.『菩薩地持経』
- 1582.『菩薩善戒経』
- 1583.『菩薩善戒経』
- 1584.『決定蔵論』

瑜伽部 （下） 第31巻 - No.1585-1627
- 1585.『成唯識論』
- 1586.『唯識三十論頌』
- 1587.『転識論』
- 1588.『唯識論』
- 1589.『大乗唯識論』
- 1590.『唯識二十論』
- 1591.『成唯識宝生論』
- 1592.『摂大乗論』
- 1593.『摂大乗論』
- 1594.『摂大乗論本』
- 1595.『摂大乗論釈』
- 1596.『摂大乗論釈論』
- 1597.『摂大乗論釈』
- 1598.『摂大乗論釈』
- 1599.『中辺分別論』
- 1600.『辯中辺論』
- 1601.『辯中辺論頌』
- 1602.『顕揚聖教論』
- 1603.『顕揚聖教論頌』
- 1604.『大乗荘厳経論』
- 1605.『大乗阿毘達磨集論』
- 1606.『大乗阿毘達磨雑集論』
- 1607.『六門教授習定論』
- 1608.『業成就論』
- 1609.『大乗成業論』
- 1610.『仏性論』
- 1611.『究竟一乗宝性論』
- 1612.『大乗五蘊論』
- 1613.『大乗広五蘊論』
- 1614.『大乗百法明門論』
- 1615.『王法正理論』
- 1616.『十八空論』
- 1617.『三無性論』
- 1618.『顕識論』
- 1619.『無相思塵論』
- 1620.『解捲論』
- 1621.『掌中論』
- 1622.『取因仮設論』
- 1623.『観総相論頌』
- 1624.『観所縁縁論』
- 1625.『観所縁論釈』
- 1626.『大乗法界無差別論』
- 1627.『大乗法界無差別論』